# 荒漠

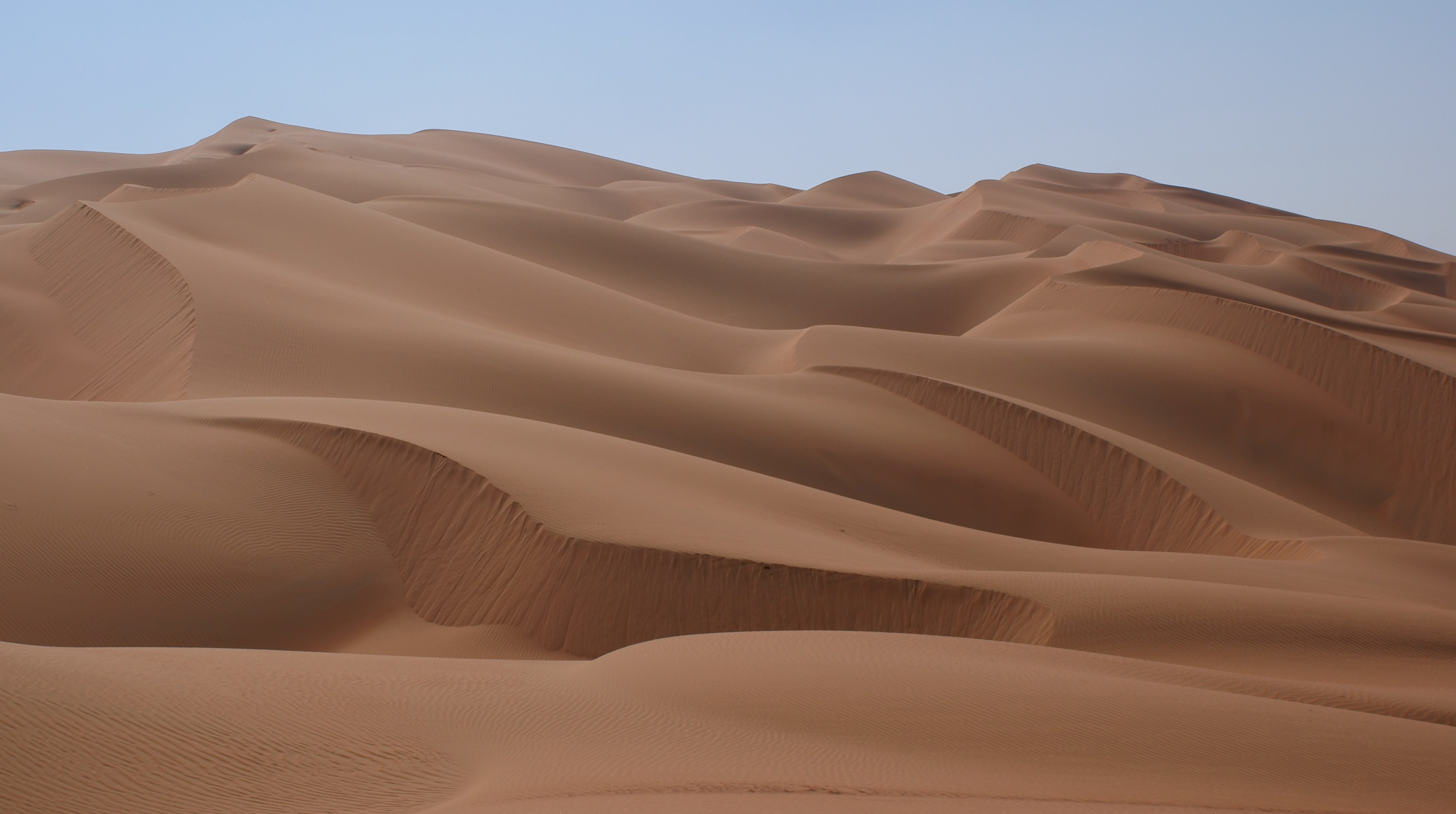
沙特阿拉伯鲁卜哈利沙漠中的沙丘。

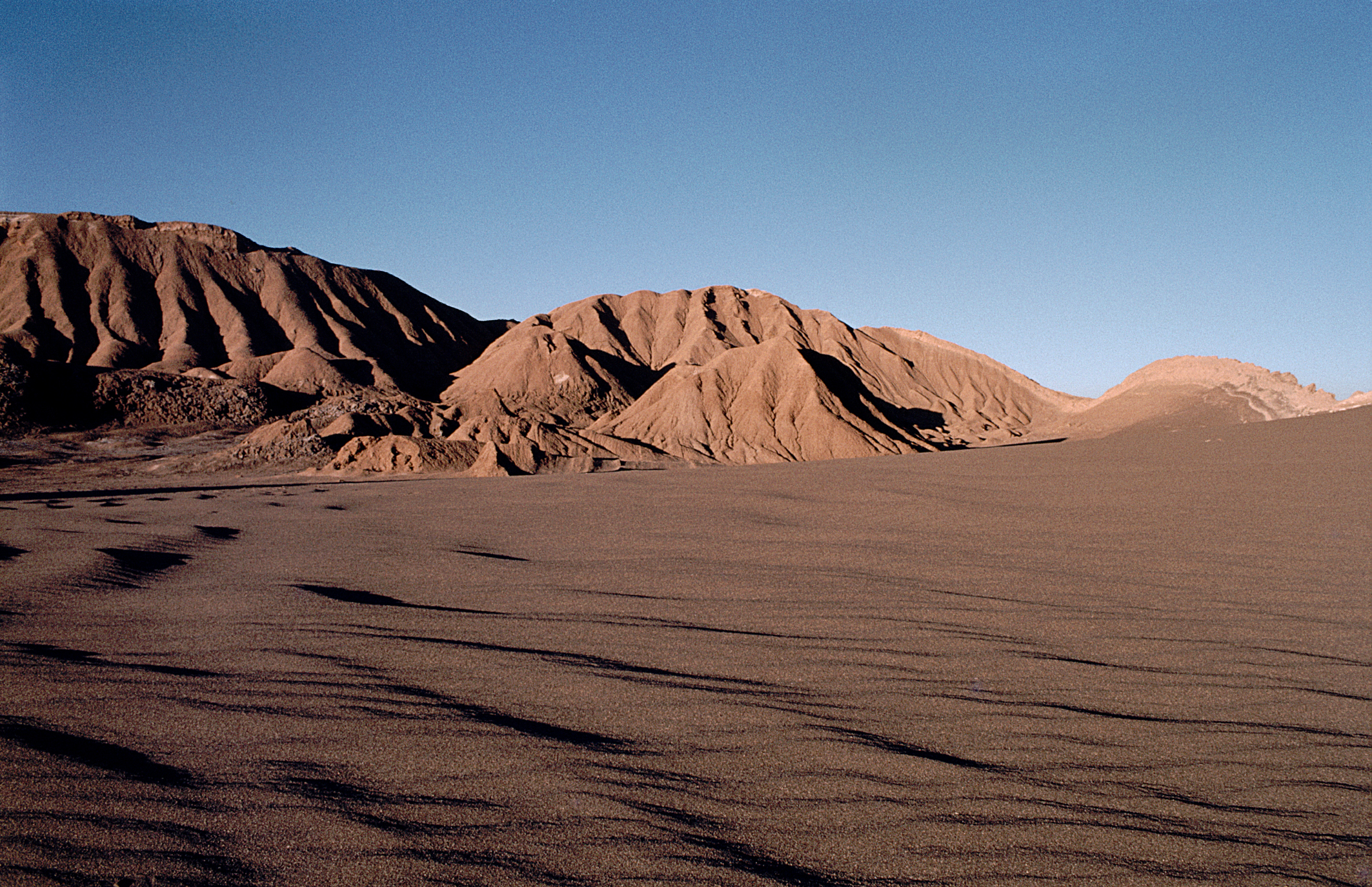
阿他加马沙漠。

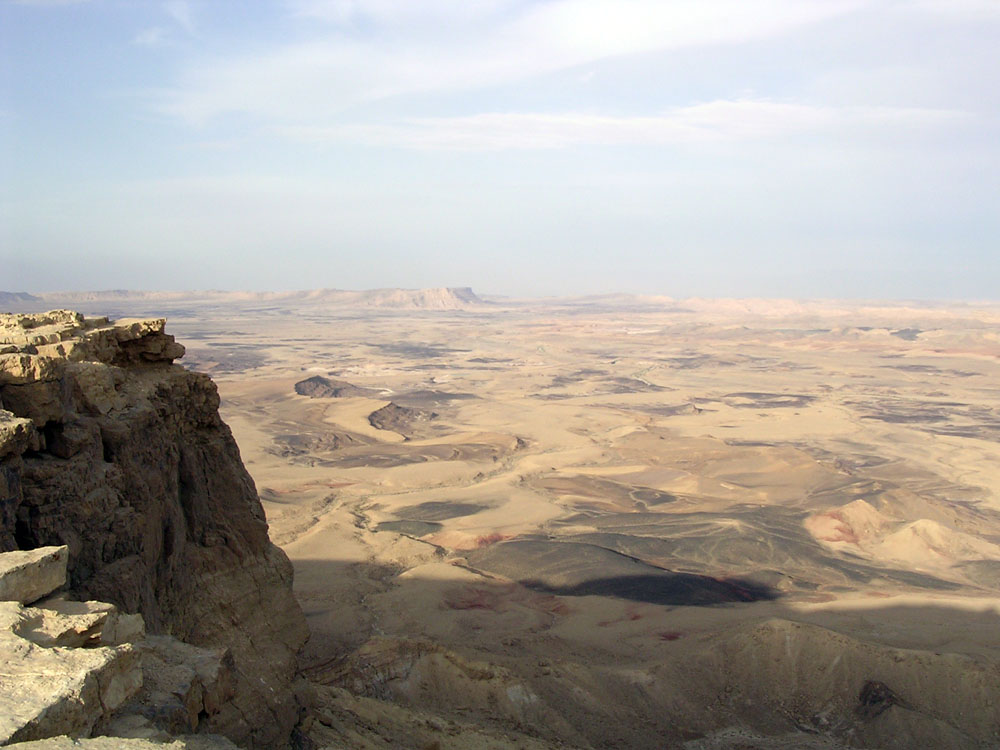
以色列內蓋夫的Makhtesh Ramon

荒漠（英語：Desert），在中文语境里常与沙漠（英語：Erg）混用，是指降水量非常少、地球表面生物存在和活动稀少的地區或自然景觀。大部分荒漠的年平均降水量少于400（16英寸）。通常的定义将真正的荒漠定义为年平均降水量少于250（10英寸）的地区，半干旱气候或称草原气候定义为年平均降水量介于250（10英寸）到400至500（16至20英寸）的地区。荒漠还可以被定义为是蒸发量大于降水量的地域。柯本氣候分類系統中，沙漠被歸類於熱帶沙漠（BWh）或溫帶沙漠（BWk）型氣候。在桑思韦特气候分类系统中，沙漠则被归为干旱高温气候。

## 地理

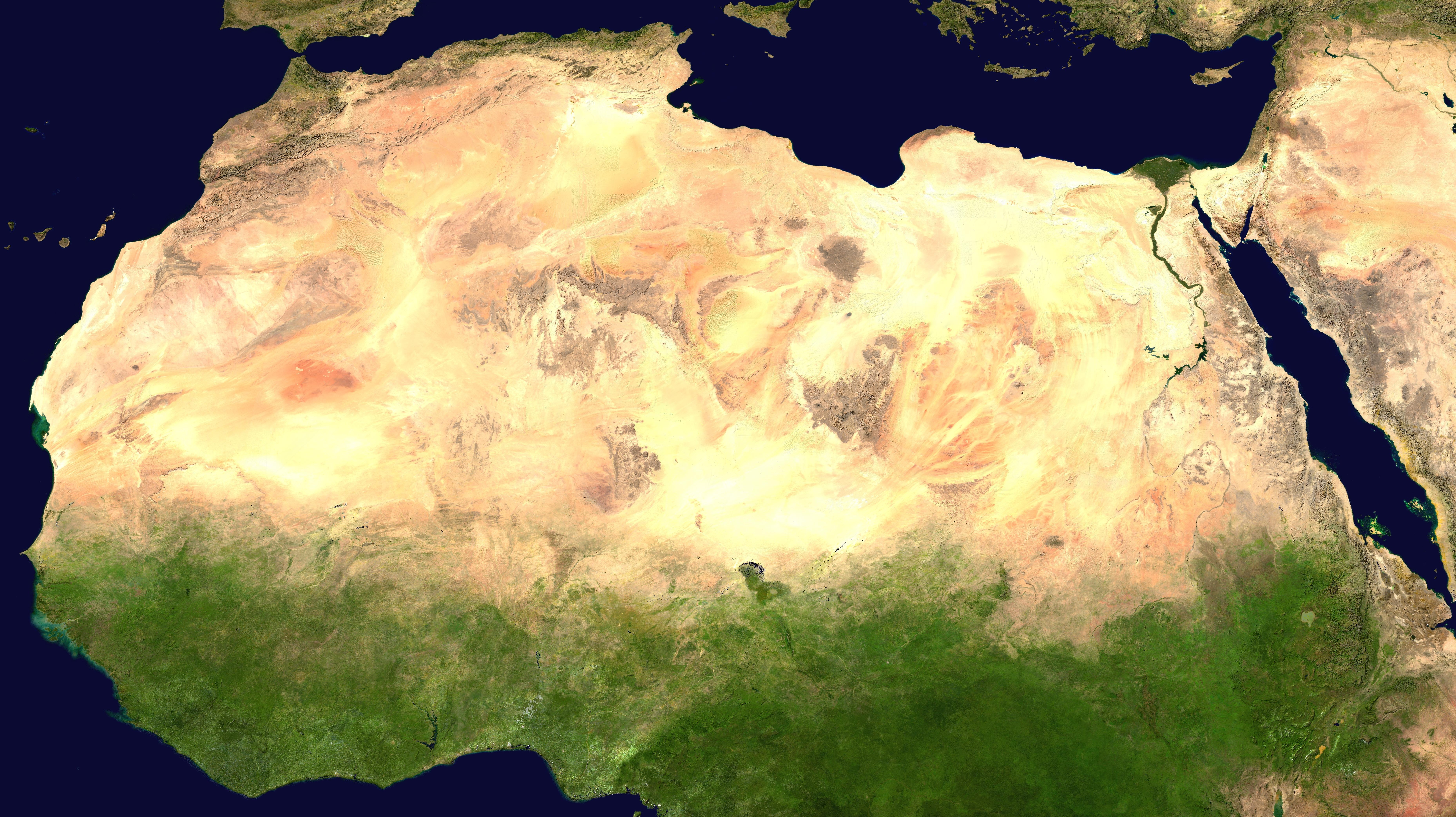
地球上最大的高温荒漠撒哈拉的卫星图。

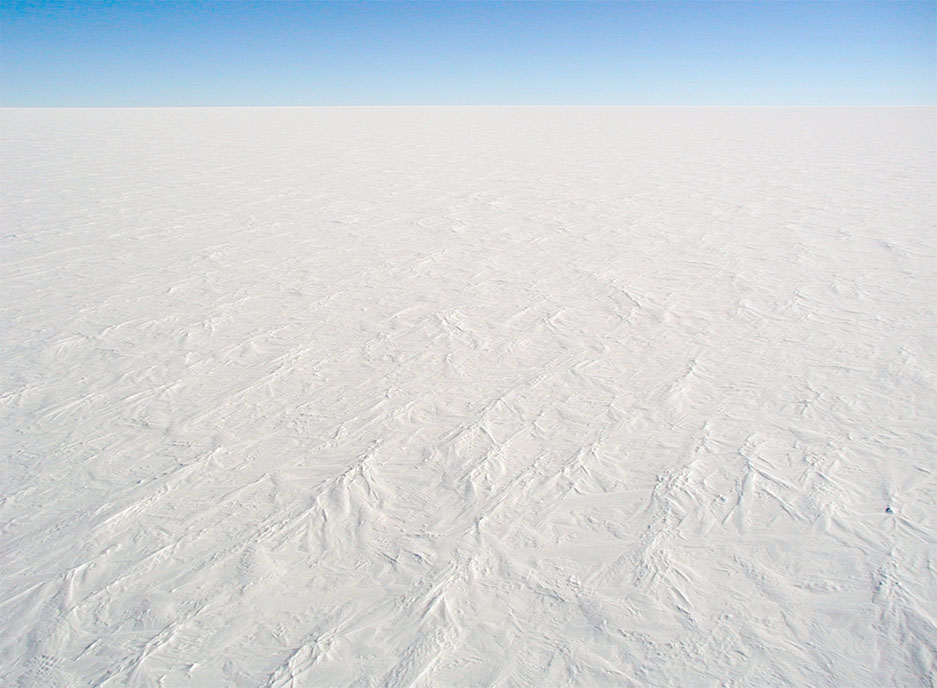
南极洲Dome C站附近的冰盖，整个南极洲表面都与此类似。

荒漠占据了地球陆地大约三分之一的面积。热带荒漠有较大的昼夜温差和季节温度波动，白天温度极高，夜间温度较低（因为空气湿度极低）。在热带沙漠。夏季白天的气温最高可以达到45°C（113°F）甚至更高，而在冬季夜间的气温可能会降到0°C（32°F）甚至更低。大气中的水蒸气作用之一是在白天阻挡太阳辐射直射地面，防止地表过热；在夜间将地面的长波辐射重新反射回地表，以保证地面气温的稳定。而荒漠中由于缺乏降水，干燥的空气无法形成云层。因此白天大部分太阳辐射直接到达地标，而当日落之后，荒漠又会很快将热量辐射到外界，造成温差巨大。
许多荒漠是因为雨影导致：山脉阻挡住湿润气流进入荒漠地区形成降水。荒漠通常由沙、礫和岩石组成。由沙丘组成的称为沙漠，由礫石組成的稱為礫漠，而岩石表面的称作岩漠，相对较少。裸露的岩石表面是典型地形，并且少有土壤形成，植被稀少。
滩地可能是覆盖盐的平地。风成过程是形成荒漠景观的主要诱因。极地荒漠（也被称作寒带荒漠）有着类似的特征，只是主要的降水方式是雪而非雨。南极洲是世界上最大的寒带荒漠（98%为大陆冰盖，2%为岩石）。
最大的热带荒漠是非洲北部的撒哈拉沙漠，面积达9百万平方千米，跨12个国家。
荒漠又是含有有价值的矿物沉积物，它们是在干旱气候或受到侵蚀而形成的。由于极端且稳定的干燥气候，有时荒漠是天然保存文物和化石的理想地点。

### 主要的荒漠

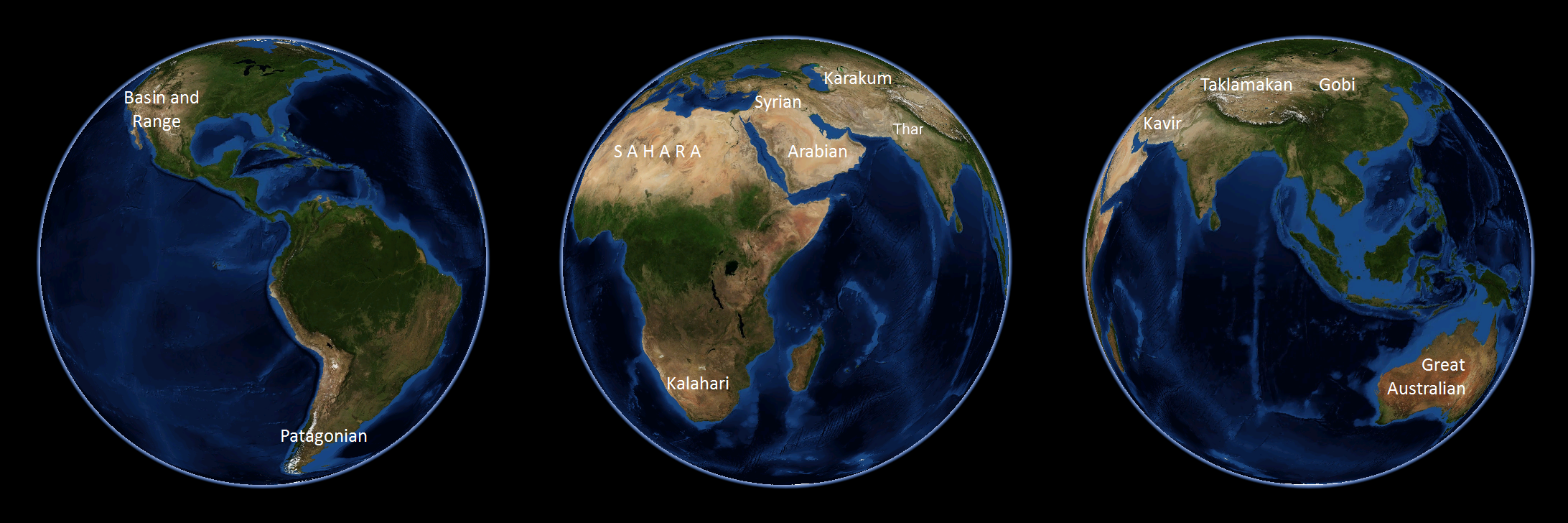
世界上最大的非极地荒漠

荒漠占地球表面大概三分之一的面积。河漫地可能是有盐盖的平地。风成过程是形成荒漠地形的主要因素。除了主要降水形式是雪而不是雨之外，极地荒漠（也叫“冷荒漠”）和其它地方的荒漠相似。南极洲是世界上最大的冷荒漠，98%的地方覆盖着厚厚的大陆冰盖，2%为光秃的岩石。在南极洲的所谓的涸谷里可以找到一些光秃的岩石。这些涸谷里几乎从不降雪，那里有带冰壳的盐湖，表明这里的蒸发远大于降雪，这里的强劲的下降风甚至可以使冰都被蒸发。
| 排名 | 荒漠                       | 面積 (km²) | 面積 (mi²) |
| ---- | -------------------------- | ---------- | ---------- |
| 1    | 南極洲荒漠（南極洲）       | 14,200,000 | 5,500,000  |
| 2    | 北極荒漠（北極）           | 13,900,000 | 5,400,000  |
| 3    | 撒哈拉沙漠（非洲）         | 9,100,000  | 3,500,000  |
| 4    | 阿拉伯沙漠（中東）         | 2,600,000  | 1,000,000  |
| 5    | 戈壁沙漠（亞洲）           | 1,300,000  | 500,000    |
| 6    | 巴塔哥尼亞沙漠（南美洲）   | 670,000    | 260,000    |
| 7    | 大维多利亚沙漠（澳大利亞） | 647,000    | 250,000    |
| 8    | 喀拉哈里沙漠（非洲）       | 570,000    | 220,000    |
| 9    | 大盆地沙漠（北美洲）       | 490,000    | 190,000    |
| 10   | 叙利亚沙漠（中東）         | 490,000    | 190,000    |

## 分类
荒漠分佈於大陸內部或低緯度的大陸西岸，按照地表組成物質可分為以下幾類：
1. 沙漠：沙质荒漠是荒漠中最常见的，参见“沙漠”。
2. 岩漠：在干旱地区，遭受强烈风化和风蚀的裸露的基岩地表，称为石质荒漠或岩漠。岩漠大多分布在干旱区的山地边缘或山前地带。其主要特点是山地边缘分布着山麓剥蚀面，其上有一些坚硬岩层构成的残丘——岛山，表现为宽广的石质荒漠平原。岩漠地貌的形成不单纯是风力作用，风化作用和水的作用（特别是暂时性洪流和片流）也起了重要作用。在构造稳定的干旱区，如北非、澳大利亚西部、南美洲中西部、北美洲中西部等都可见有规模较大的石质荒漠平原。
3. 泥漠：泥质荒漠常形成于干旱地区的低洼地带或封闭盆地中部，是由流向洼地或湖沼的暂时性洪流所携带的黏土质淤积而成。由于强烈蒸发而干涸，变成泥漠。有的土干如砖，十分平坦，甚至可做机场使用；有的发育有干缩网状裂隙，称为龟裂地。一般泥漠表面平坦，植物极稀少，面积不大，是一种附属于沙漠或砾漠中的荒漠。
4. 砾漠：其重要特征是地面无细粒物质，主要是砾石碎石。这是在强烈的风力作用下，吹走了细沙和尘土，留下了粗大砾石覆盖整个地表，形成一片广大的砾石荒漠。蒙语称为戈壁非洲称石漠。
5. 盐漠：盐分在地表集聚形成的荒漠
6. 水漠：类似死海，水域荒漠化，水生生物无法生存，水域生态环境恶化。
7. 冰漠：冰原面，如冰川。
8. 其他：在高山上部和高纬度亚极地带，因低温所引起的生理干燥而形成的植被贫乏地区，为荒漠的特殊类型寒漠。

## 荒漠特征

### 植物

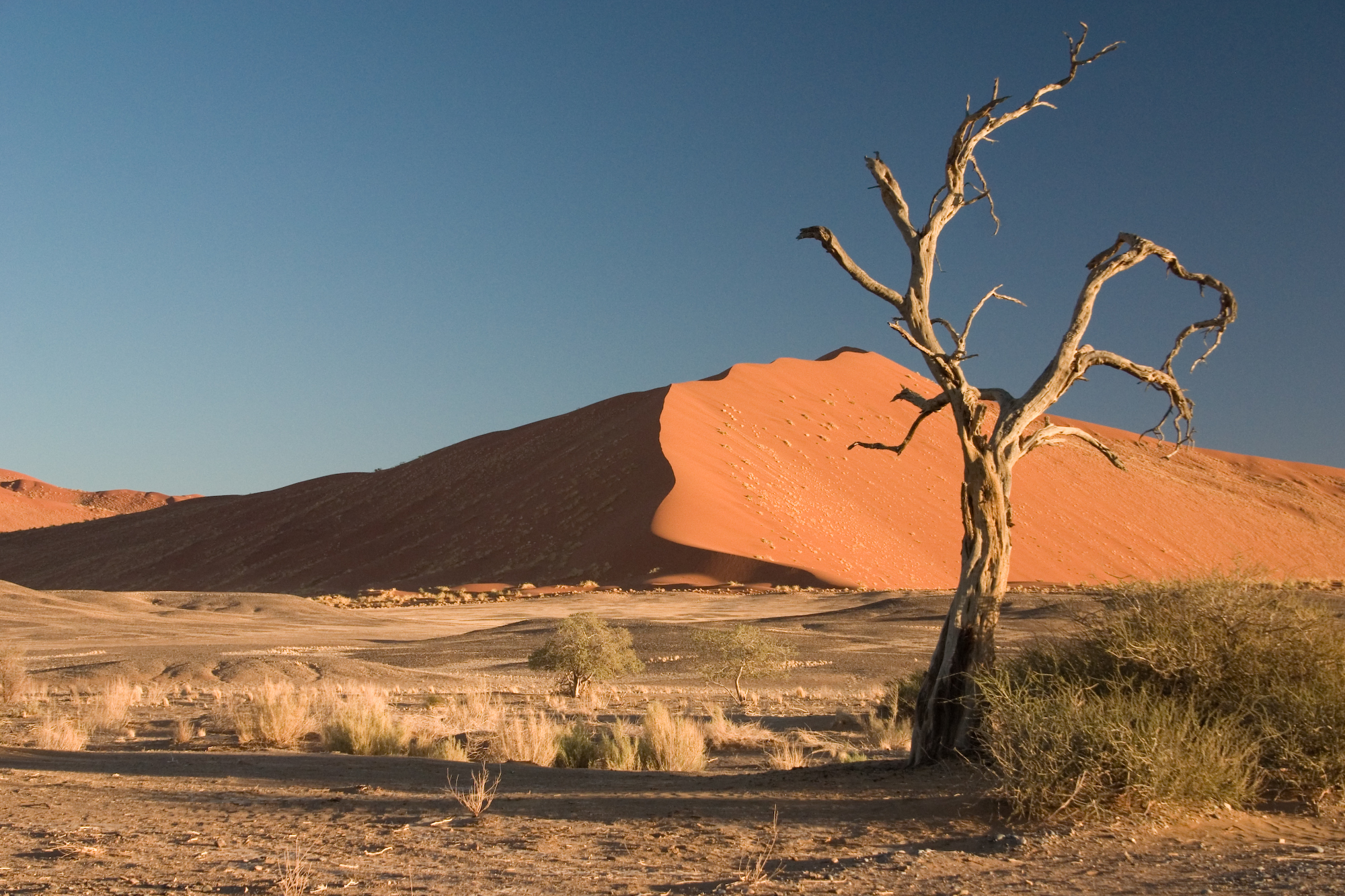
納米比沙漠的小乔木骆驼树

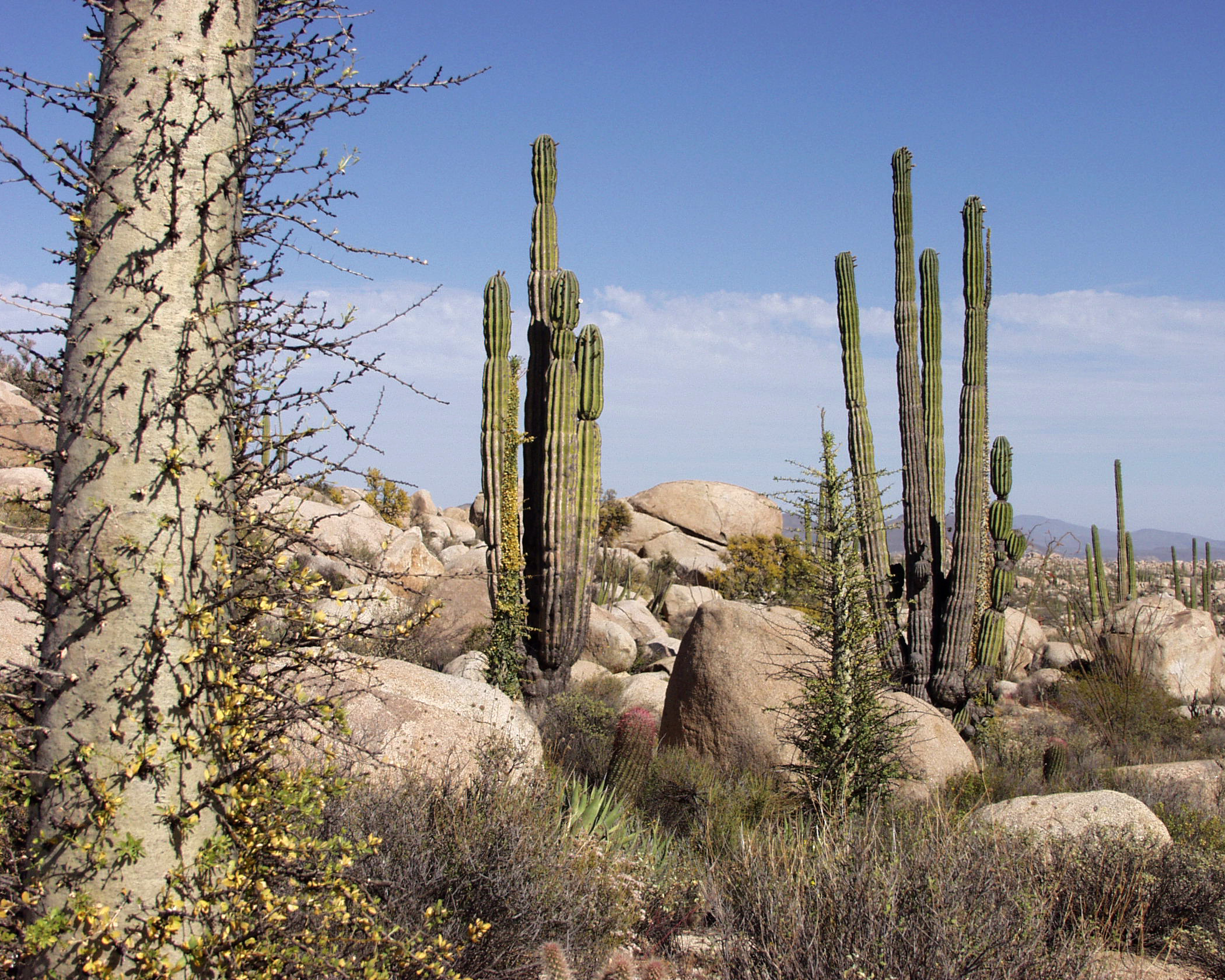
墨西哥荒漠中的武伦柱

荒漠以其生物数量稀少而著称，但是实际上沙漠的生物多样性是很高的。沙漠的植物种群主要包括：灌木丛、仙人掌属、滨藜和沙漠毒菊。按生长基质划分，沙漠植物可以分为沙生植物和盐生植物。大多数荒漠植物都耐旱耐盐，被称为旱生植物。许多荒漠物种使用C4类二氧化碳固定或景天酸代謝光合作用，这在干旱、高温、缺少氮和二氧化碳的情况下要优于通常的C3类二氧化碳固定。另外，荒漠植物通过的叶子表面有很厚的蜡质，防止水分流失。有些植物在其树叶、根系、枝干处存水。其他荒漠植物发展出广阔的根系，可以吸收更广、更深范围内的水。

### 动物
已经适应了生活在荒漠中的动物被称为旱生动物。没有证据表明，哺乳动物和鸟类可以适应或者很热或者很冷的不同的气候。事实上，除了很少的例外，它们的基础代谢率取决于身体大小，而不是居住地的气候。为了保存水或耐热，许多荒漠地区的动物和植物显示了特别的进化适应。因此它们常常被比较生理学，生态生理学，进化生理学研究。一个研究的比较深入地例子是栖息于荒漠的哺乳动物的肾的特化。已经在荒漠生物中发现了许多趋同演化的例子，比如仙人掌和大戟屬植物，更格盧鼠和跳鼠，角蜥和澳洲魔蜥。

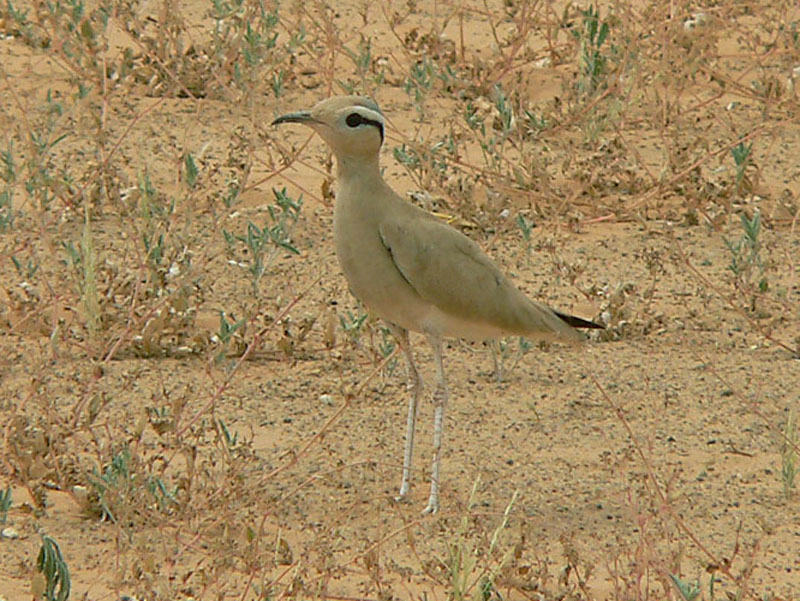
乳色走鸻是一种很会偽裝的荒漠生物，它有着土灰色动物着色，以及反影伪装和混隐色的头部斑记。

### 水
地球上最干旱的地方之一是南美的阿他加马沙漠。那里看不到生物，东面的安第斯山脉和西面的智利海岸山脉阻挡该地接收到降水。

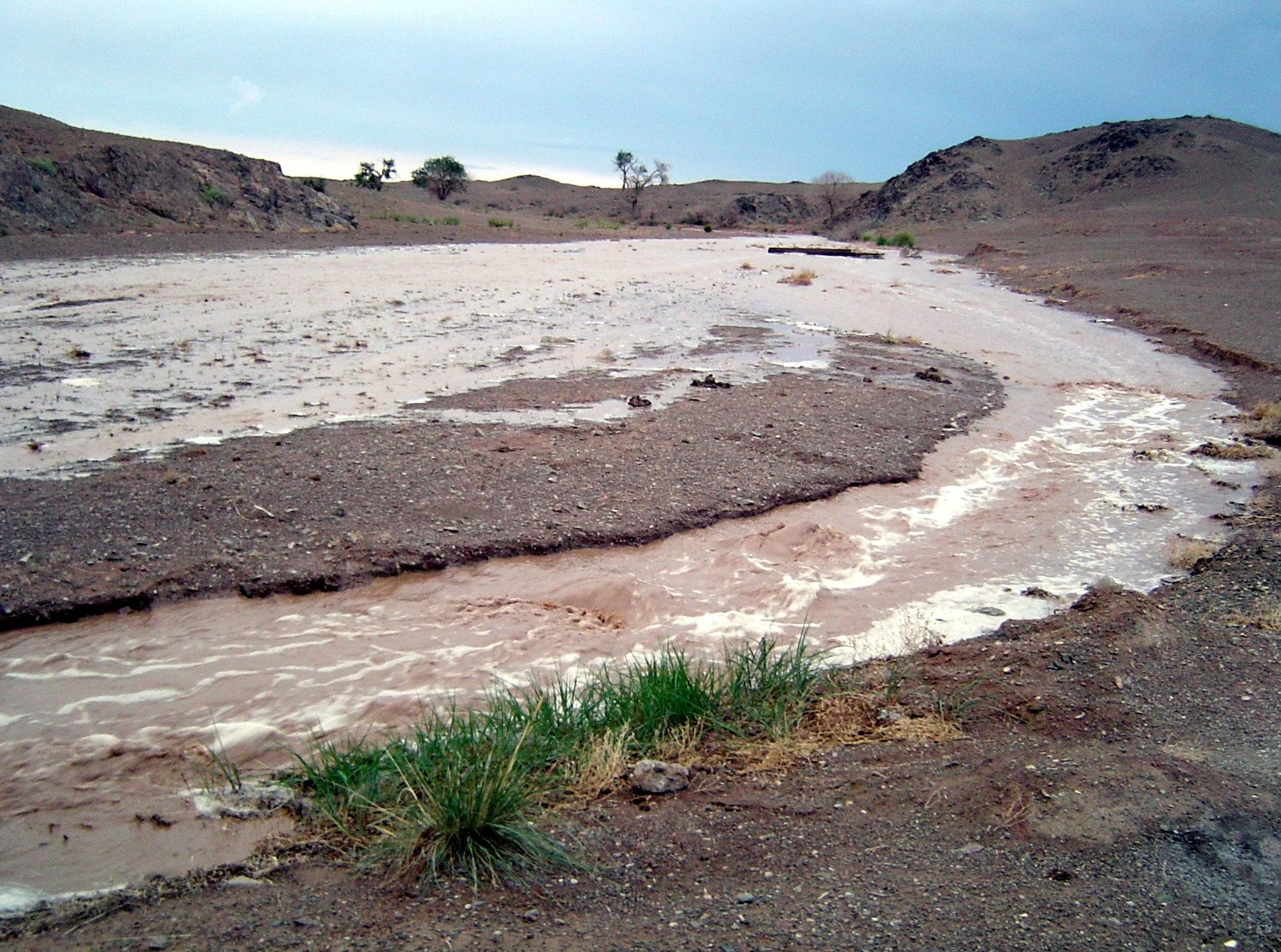
戈壁的暴洪

当雨水偶尔降落在荒漠时，经常会很狂暴。荒漠的表面有着蜿蜒的干旱河床的迹象，这些河床也被称为旱谷或干谷。这些地方可以形成暴洪，在暴雨之后，狂暴的急流可能会高速的冲出几公里远。

### 矿物资源
荒漠含有多种矿物资源，有时覆盖在地表，有着特色化的色彩。例如，许多沙漠的红色就是来自于铁矾土矿。地质荒漠气候下得过程将矿物浓缩成有价值的沉淀物。地下水的沥滤可以提取出矿石中的矿物并重新以结晶的形式随着潜水面沉淀出来。
石油和天然气形成于浅海的底部，是由微生物在缺氧条件腐败，然后被沉积物覆盖后形成。许多荒漠远古时就是浅海，另一些则是由于板块运动将含有碳水化合物沉积物的地层转移过来。

### 太阳能
荒漠富含太阳能，主要是因为上空覆盖云层较少。

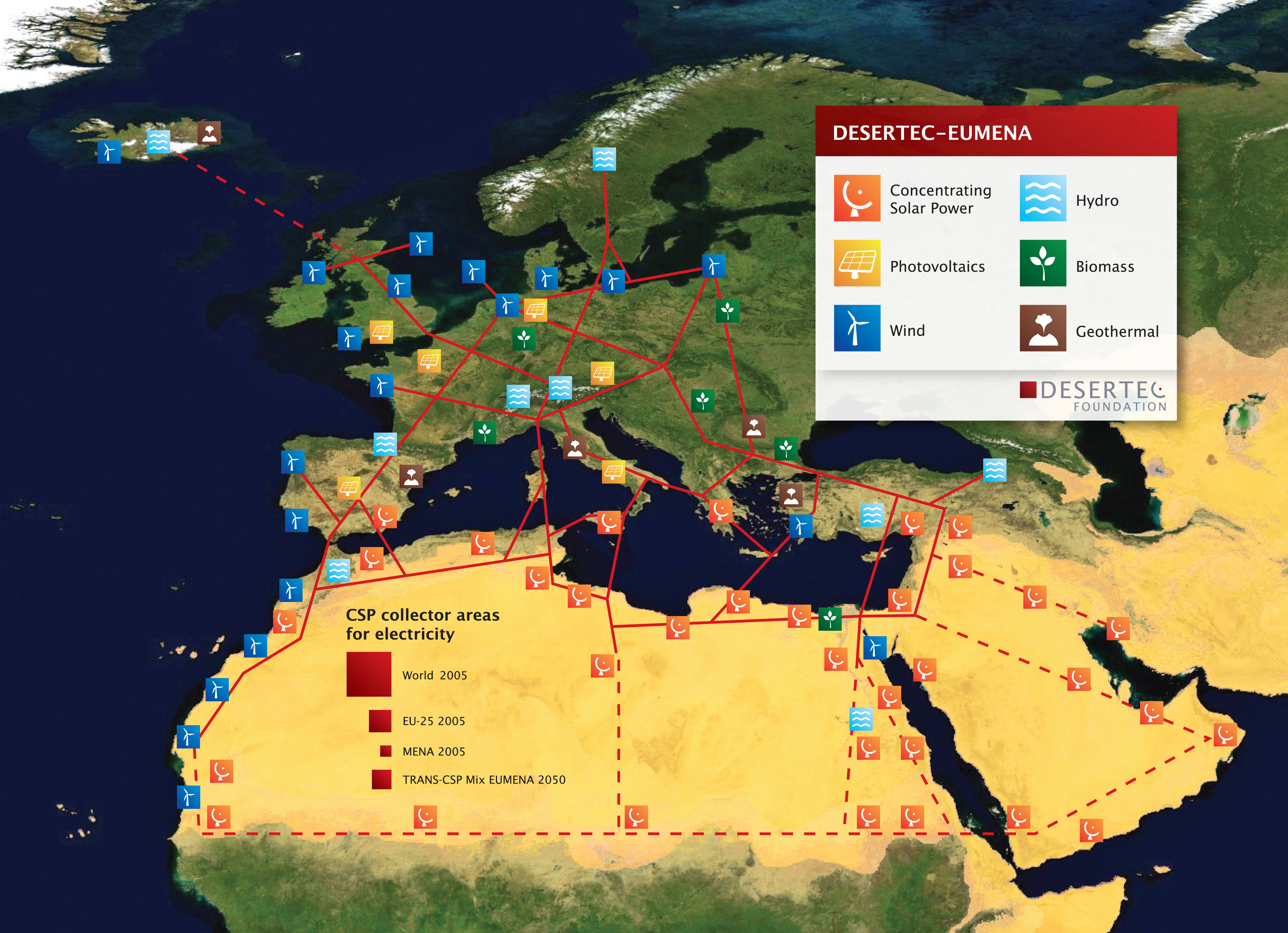
Desertec提议使用撒哈拉和阿拉伯沙漠的太阳能，为欧洲和中东地区提供能源。

在莫哈韦沙漠，已经修建了众多成功的太阳能发电站。这些发电站共计发电量为354MW，这使它成为全球最大的太阳能发电站。荒漠的大部分地区已经装设上了镜面（用来利用太阳能），包括9个太阳能采集场。莫哈韦太阳能公园目前正在建设，在完工后将能提供280MW的电能。
使用撒哈拉沙漠的太阳能发电前景广阔，根据估计，使用现有技术，只需要撒哈拉沙漠10%的面积就可以提供全世界需要的电能。欧洲对此表示兴趣，原因有二：阳光充足、地域空旷。

## 人类在荒漠的活动

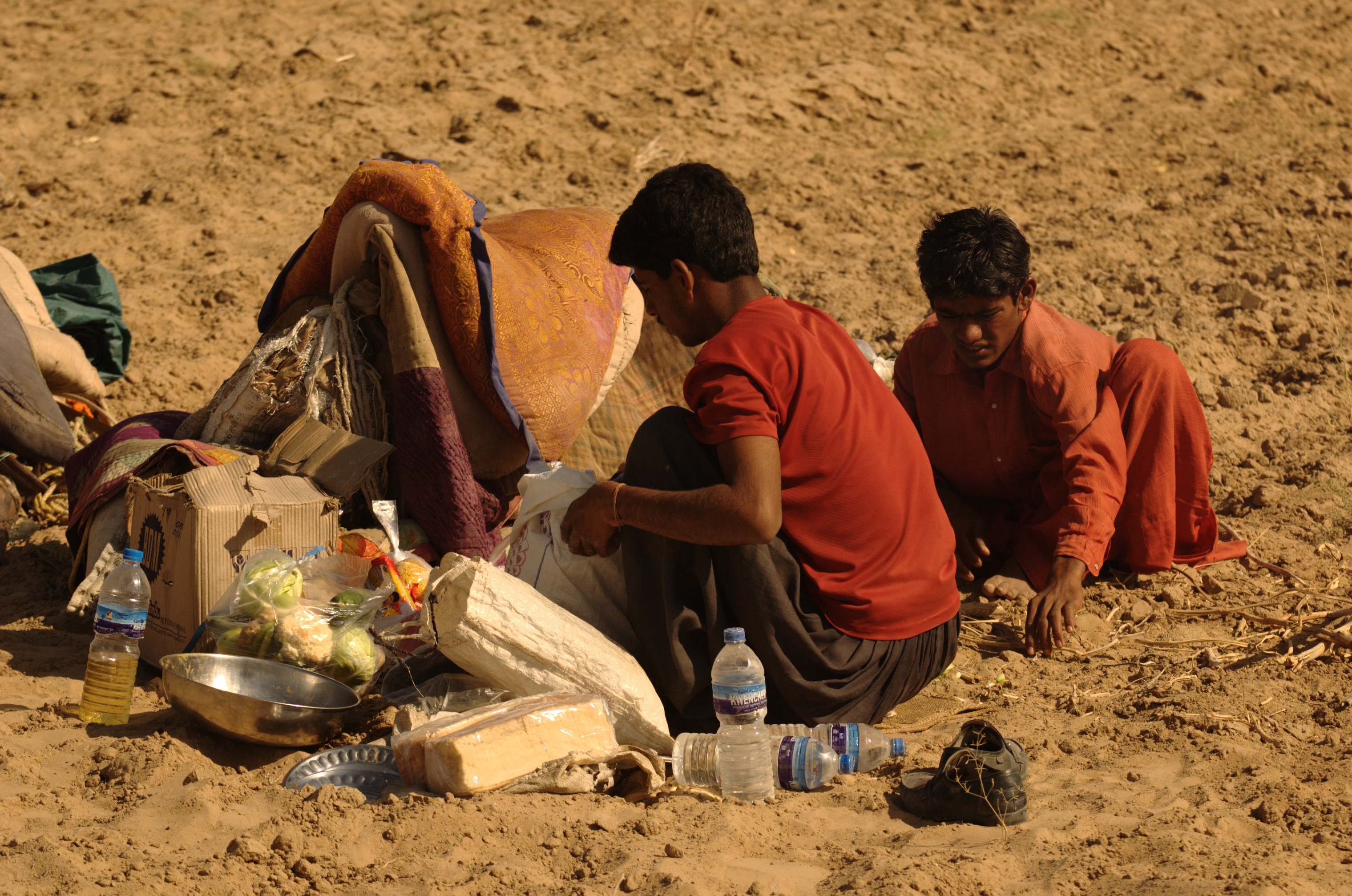
塔尔沙漠上正在进餐的牧民。

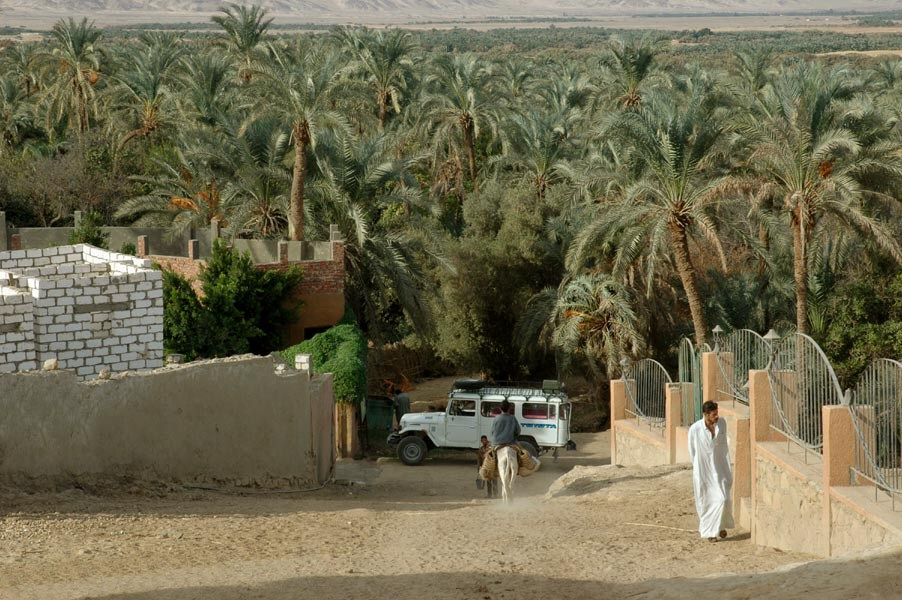
埃及的Bahariya绿洲。

荒漠对于准备不足的人类来说是充满敌意甚至可能致命的环境。
在热带荒漠中，高温会让人因为流汗大量丧失水分，而由于缺乏水源补给，很可能会导致脱水，并在数日内死亡。同时，为准备充分的情况下还可能罹患熱病。在部分荒漠地区，人们可能还需要学会适应沙尘暴，不仅仅是其对于呼吸系统和眼睛的损害，还有其对于空气滤清器、车辆和通讯设备的潜在破坏。沙尘暴可能持续数小时甚至数日之久。这让人在沙漠中生存十分艰难。尽管如此，在热带沙漠上有些文明得以持续上千年，其中包括貝都因人、圖阿雷格人以及普韋布洛人。现代的科技，包括现今的灌溉系统、海水淡化以及空气调节技术使得沙漠更加宜居。在美国和澳大利亚，荒漠农耕业开始广泛发展。
在寒带荒漠，低体温症和凍傷是主要的威胁，同时如果没有热源将雪融化成水饮用，可能也会面临脱水威胁。跌落冰层掉入冰水中是一大危险，需要及时采取措施防止体温快速降低。饥饿也是一大威胁，在低温环境下身体需要更多的食物能源才能维持体温并活动。同热带沙漠一样，因纽特人也适应了严酷的环境生存了下来。

## 其他星球的荒漠

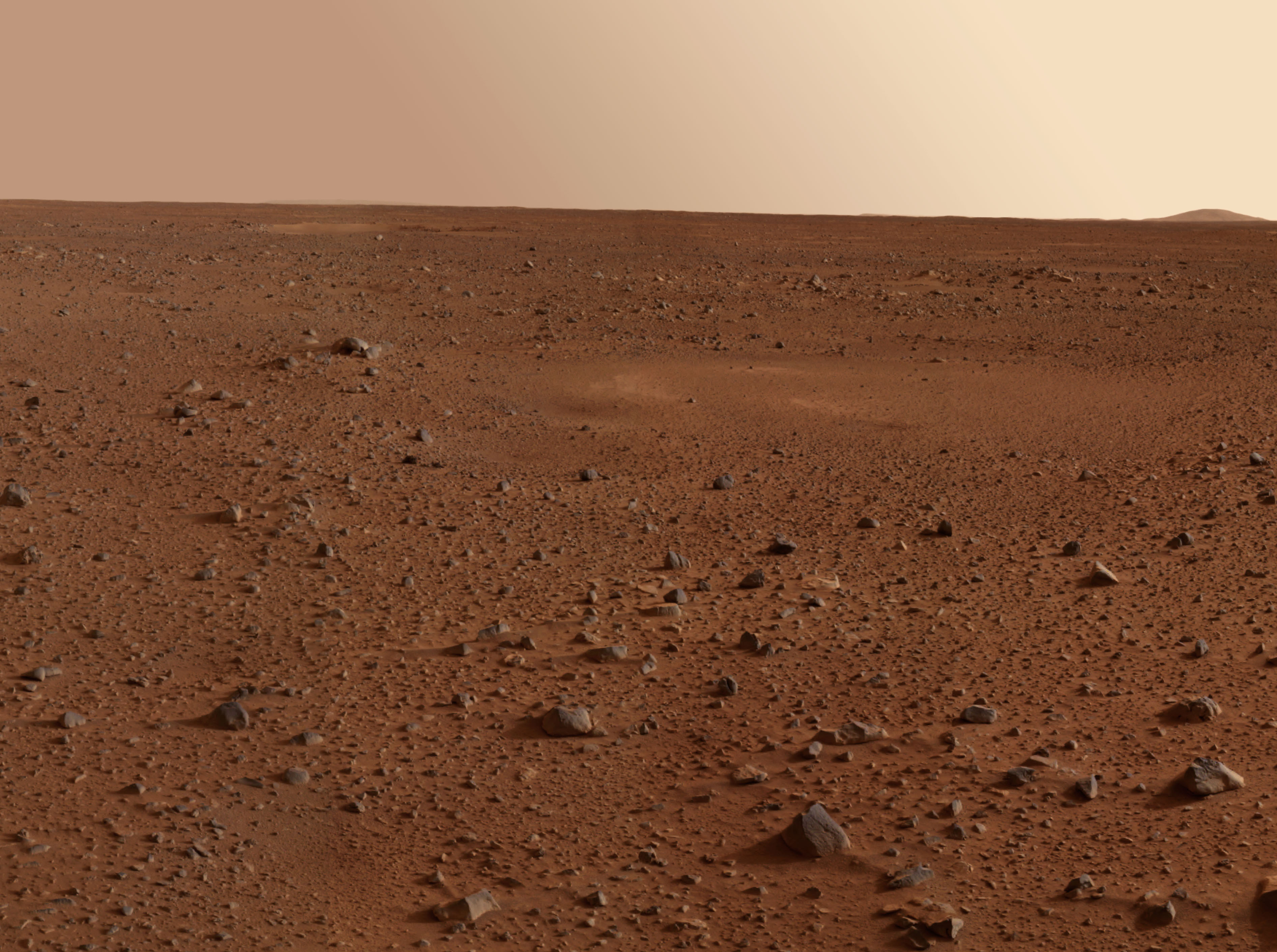
2004年，太空探测器勇气号拍摄的火星上荒漠景象。

火星是整个太阳系中唯一已知存在荒漠的行星。尽管其地表大气压较低（只有地球的1/100），火星上的大气环流模式形成了环极地的沙海，面积超过5百万平方千米，这比地球上的荒漠要大。